# 胡安乔·E·伊劳斯金机场
胡安乔·E·伊劳斯金机场（Juancho E. Yrausquin Airport）位于加勒比海荷兰加勒比区所属的萨巴岛上，位于岛屿东北岸，以荷属安的列斯前财政和社会事务部长胡安·“胡安乔”·恩里克·伊劳斯金（Juan („Juancho“) Enrique Irausquin）命名。该机场的跑道被认为是世界上最短的民用机场跑道，仅长396米。跑道是两端皆为悬崖的桌面跑道，机场每一侧的山脉都会形成上升与向下气流，使该机场被认为是世界上最危险的机场之一。目前该机场由荷兰的向风群岛航空公司负责运营。
由於跑道長度過短，噴射飛機皆無法在此起降，僅有DHC-6、BN2等短場起降飛機（STOL）及直升機可利用此機場起降。